# 田邉安彦
田邉 安彦（たなべ やすひこ、1月7日 - ）は、日本の声優。京都府出身。アル・シェア所属。旧名義は「田辺康彦」。

## 来歴
2013年1月よりアル・シェア〈旧・同人舎〉に入所。

## 人物
趣味としてボードゲーム、特技としてボードゲームのインストを挙げており、ボードゲームカフェ「コロコロ堂」のスタッフとしても勤務している。

## 出演

### テレビアニメ
- 戦国コレクション（2012年、司会者）
- 競女!!!!!!!!（2016年、記者）
- Rewrite（2017年、男性）

### 劇場アニメ
- バカリズム THE MOVIE メンコバトラー M（2012年、舎弟）

### ゲーム
- 龍が如くシリーズ（2014年 - 2016年） - 3作品[一覧 1]
- 戦の海賊（2015年）
- デウスエクス マンカインド・ディバイデッド（2017年）
- キミの瞳にヒットミー（2018年）
- グランドインテンション・アジャストメント（2020年、クランツ）
- コールオブデューティーモダンウォーフェアⅡ（2022年、フィリップ・グレイブス）

### 吹き替え

#### 映画
- 赤い薔薇ソースの伝説（ブラウン）
- アクト・オブ・ウォー（イェノ）
- THE QUAKE ザ・クエイク（英語版）
- THE POOL ザ・プール
- スーパードッグ・マーフィー（マーフィー）
- SPOOKS スプークス/MI-5（英語版）（エマーソン）
- 355（ヤシネ[4]）
- 7 WISH/セブン・ウィッシュ（カール）
- タイム・ラヴァーズ 時空を繋ぐ指輪（ラウジ）
- トレジャー・ハウンド〜こちらワンワン探検隊（ロニー）
- ニック/NICK ラスト・フューリー
- HUNT/餌 ハント・エサ
- ビューティー・インサイド（ハン・サンベク〈イ・ドンフィ〉）
- ブッシュ

#### ドラマ
- グレート・ニュース（英語版） シーズン1（ケビン）
- CSI:マイアミ7
- トラベラーズ シーズン3（テスリア）

#### アニメ
- 帰ってきたウサギとカメ 新たなる挑戦（モグラ）
- ターザン&ジェーン シーズン2（ケイン）

### ドラマCD
- ウチの探偵知りませんか?（2008年、香月組員[5]）
- すのこタン。納涼する（2016年、ねこさん）

### パチスロ
- 煩悩ブレイカー禅（実機ナビボイス）
- 天晴 モグモグ風林火山 全国制覇版（お猿殿様、徳川家モグ、島津モグ久）

### ナレーション
- 月光音楽団
- スマイレージのその常識チョトマテクダサイ!
- エクスペリメンツ
- 真相報道 バンキシャ!
- ザ・ベストハウス123
- SmaSTATION
- 千円ザ・ワールド
- サタデーバリュー
- 世界ふれあい街歩き

### ボイスオーバー
- 人質奪還のプロたち
- 潜入!コカイン密輸潜水艦
- 海上の大虐殺ガリポリ
- スマトラ島
- 初公開!知られざる夜のライオン
- 天才どうぶつ大集合
- オラウータン幼稚園
- 野生どうぶつ物語
- ダーウィンの進化論とアッテンボロー
- ブループラネット
- 現代の驚異

### CM
- パワプロクンポケット12
- 東京ガス
- メディアワークス電撃文庫

### 舞台
- 品川怪談vol.1（2015年） - 松村進吉 役
- 隣人おとぎ注意報（2017年） - 金太郎 役

### テレビ番組
※はインターネット配信。
- ボドカフェ!（2019年 - 、Rakuten TV※） - メインMC・店長 役[6][7]

### その他
- こどもちゃれんじ「ひらがなはっけんマシーン」

### シリーズ一覧
1. ↑  『維新！』（2014年）、『0』（2015年）、『極』（2016年）